# Cearadactylus
Cearadactylus (лат.) — род птерозавров из подотряда Pterodactyloidea.
Род известен по единственному поврежденному черепу с сочлененными челюстями. Схожесть строения головы со строением голов некоторых динозавров, питавшихся рыбой, и крокодилов говорит о том, что Cearadactylus был охотником-рыболовом. Сгрупированные на концах челюстей мелкие зубы были идеальной ловушкой для скользкой добычи, которую птерозавр затем глотал, не пережевывая.

## Характеристики
Большинство более или менее крупных птерозавров предпочитало рыбную диету, а для того, чтобы постоянно обеспечивать себя любимым лакомством, необходимо иметь некоторые особенности. В частности, сильные челюсти с острыми зубами помогают ловить и крепко держать рыбу, большие крылья — быстро и далеко летать, а также долго парить в воздухе для выслеживания самой вкусной добычи. При этом неплохо быть легким, чтобы не тратить много сил на полёт.
Всем этим обладал обнаруженный в 1983 г. Cearadactylus: при размахе крыльев до 4 м (по исследованиям 1991 г. — до 5,5 м) он весил не более 15 кг! Его челюсти несли много зубов, причем передние были очень длинными и острыми, выступающими наружу и образующими «розетку», а в задней челюстной части зубов и вовсе не было. Это значит, что Cearadactylus ловил рыбу и либо тут же ее глотал, не уделяя внимания такой мелочи, как пережевывание, либо (если добыча была крупной) тащил до берега, а уже там разрывал на куски и съедал.
Ученые до конца не определились с классификацией Cearadactylus, а свое название этот птерозавр получил в честь бразильского штата Сеара, где его обнаружили (по-португальски — Ceará).